# Майкл, Камран
Камран Майкл (англ. Kamran Michael; род. 10 сентября 1973 года, Лахор) — пакистанский государственный деятель, действующий министр портов и судоходства страны.

## Биография
Камран Майкл родился в Лахоре (провинция Пенджаб) в семье политических деятелей. Его отец избирался семь раз в  муниципальный комитет города Лахора. В 1995 году Камран окончил Университет Пенджаба в Лахоре. После окончания университета Камран занимался бизнесом, затем в 2001 году баллотировался в Провинциальную ассамблею Пенджаба, где отработал два срока подряд (первый: с 2002 по 2007 года, второй: с 2008 по 2012 год). В марте 2012 года стал сенатором в сенате Пакистана, является одним из восьми законодателей в парламенте из немусульманских меньшинств. Занимал должность министра по правам человека и меньшинств. В настоящее время Камран Майкл назначен на должность министра портов и судоходства в правительстве Наваза Шарифа.